# Ikarien
Ikarien (französisch: Icarie) ist der Name eines Inselstaates in dem utopischen Roman Voyage en Icarie (Reise nach Ikarien) des Frühsozialisten Étienne Cabet. Die sich vor diesem Hintergrund bildende Bewegung bezeichnete sich als Ikarier. Auch der Versuch, die Utopie in Amerika praktisch umzusetzen, wurde Ikarien genannt.

## Der utopische Roman

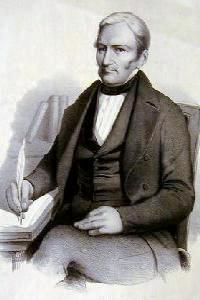
Etienne Cabet

Das Buch von Cabet orientierte sich inhaltlich an den Vorstellungen von Robert Owen, zu dem der Autor persönlich Kontakt hatte. Hinzu kamen die Schriften und Ideen von Filippo Buonarroti und François Noël Babeuf, aber auch Utopia von Thomas Morus. Voyage en Icarie erschien erstmals 1840 in Frankreich und erlebte bis 1848 fünf Auflagen. Unter den Arbeitern war es weit verbreitet.
Das Buch erzählt die fiktive Geschichte eines englischen Lords, der auf einer Reise die Insel Ikarien erreicht. Dort war es kurz zuvor durch eine Revolution zum Übergang zu einem demokratischen Kommunismus gekommen. Der Staat ist ein durchorganisierter Arbeiterstaat, dessen oberstes Gebot die vollkommene Gleichheit und Gütergemeinschaft ist.

## Die Bewegung der Ikarier
Der Roman hatte einen ungeheuren Erfolg und Cabet wurde Mittelpunkt einer politischen Bewegung, die sich an den Romanideen orientierte. Im Jahr 1847 hatte er etwa 400.000 Anhänger in Frankreich. Ihr Ziel war es, die Utopie in die Realität umzusetzen. Für diesen Zweck wurden Sammlungen veranstaltet. Da Cabet davon ausging, dass der Übergang zum Kommunismus nur freiwillig vonstattengehen könne, sollten die Ikarier Musterstädte anlegen, um durch die Praxis immer mehr Menschen von ihrem Ideal der Gütergemeinschaft zu überzeugen. In Absprache mit Robert Owen entschied sich Cabet für Texas als ersten Standort einer Ikariersiedlung. Bereits von Europa aus wurde Land erworben.
Im Jahr 1848 veröffentlichte Cabet seinen Aufruf „Allons en Icarie!“ Durch die Entstehung der zweiten Republik nach der Februarrevolution schien es zeitweise, dass auch in Frankreich selbst soziale Veränderungen erfolgen würden. Daher erwies sich der Aufruf als kaum wirkungsvoll. Einer ersten Siedlergruppe schlossen sich nur 69 Personen an. Die von diesen in Texas gegründete Siedlung scheiterte aus verschiedenen Gründen und zahlreiche Siedler starben an der Cholera. Daraufhin kehrten sie nach New Orleans zurück, wo inzwischen auch Cabet mit weiteren etwa 300 Siedlern eingetroffen war.

## Das Scheitern der Utopie

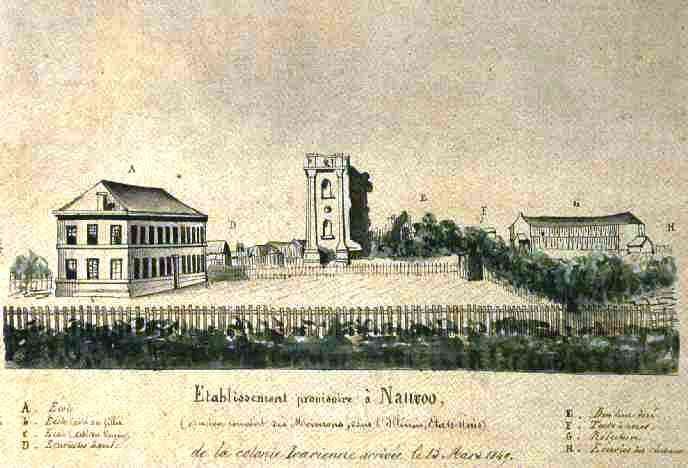
Ansicht von Nauvoo („Ikarien“)

Die Siedler kauften 1849 den Mormonen, die nach Utah zogen, eine fast schon städtische Siedlung mit Namen Nauvoo am Mississippi River in Illinois ab. Neben Wohnhäusern existierten dort auch eine Mühle und eine Brennerei. In den ersten etwa sieben Jahren schien das Experiment zu gelingen und es wurden Schulen und Theater gebaut. In Briefen deutscher Ikarier aus den Jahren 1848 bis 1864, die in der Hamburger Staatsbibliothek erhalten sind, wird vom Leben in der Kolonie berichtet. Demnach bestanden in der Siedlung, die wohl zu keiner Zeit mehr als 500 Bewohner umfasste, durchaus fortschrittliche Einrichtungen wie Kindergarten, Krankenstation, Wäscherei, Apotheke usw., während ähnliches in der ländlichen Umgebung Illinois’ wohl eher die Ausnahme war. Eine Sonntagsuniversität, die sich kulturellen sowie naturwissenschaftlichen Themen widmete, ermöglichte ein kulturelles Leben in der Kolonie.
Schon nach wenigen Jahren kam es zum Streit zwischen den Siedlern und Cabet über die Verwendung der vorhandenen spärlichen Mittel. Cabet, der als sehr geltungsbedürftig und herrschsüchtig beschrieben wird, dachte stets in größeren bzw. universalen Dimensionen, etwa unter anderem an die Schaffung eines ikarischen US-Bundesstaates, während die Siedler um den wirtschaftlichen Erhalt ihrer Kolonie bemüht waren. Darüber hinaus hatte sich Cabet zu einem diktatorischen Leiter entwickelt, der bis in das private Leben der Siedler eingriff. Außerdem war die Siedlung abhängig von der finanziellen Unterstützung aus Frankreich, die nach 1848 immer mehr versiegte, so dass die Schulden stiegen.
Im Jahr 1856 kam es wegen der Unzufriedenheit mit den diktatorischen Neigungen Cabets zur Spaltung. Als 1853 eine neue Leitung gebildet wurde, wollte Cabet diese nicht anerkennen und verlangte die Auflösung der Gemeinschaft. Stattdessen wurde er ausgeschlossen. Daraufhin verließ er die Siedlung mit seinen Anhängern und starb kurze Zeit später in St. Louis.
Obwohl die Kolonisten über Landwirtschaft und moderne Betriebe wie ein Sägewerk, eine Dampfmühle sowie eine kleine Flottille zum Fischfang verfügten, kam es 1857 zum Konkurs. Bis 1895 etwa bestanden verschiedene Versuche Gemeinwesen nach ikarischem Muster zu errichten, die letztlich scheiterten.
1889 erwähnte Gerhart Hauptmann in seinem sozialen Drama Vor Sonnenaufgang die Siedlungsprojekte der Ikarier in den USA mittels der Person des sozialreformerisch gesinnten Alfred Loth, für den er seinen Jugendfreund und späteren Eugeniker Alfred Ploetz als Vorbild verwendete.